# Klecewo (Kwidzyn)
Pour les articles homonymes, voir Klecewo.
Klecewo est une localité polonaise de la gmina rurale de Gardeja située dans le powiat de Kwidzyn en voïvodie de Poméranie. Elle se trouve à environ 15 km au sud de Kwidzyn et 87 km au sud de la capitale régionale Gdańsk.

## Géographie

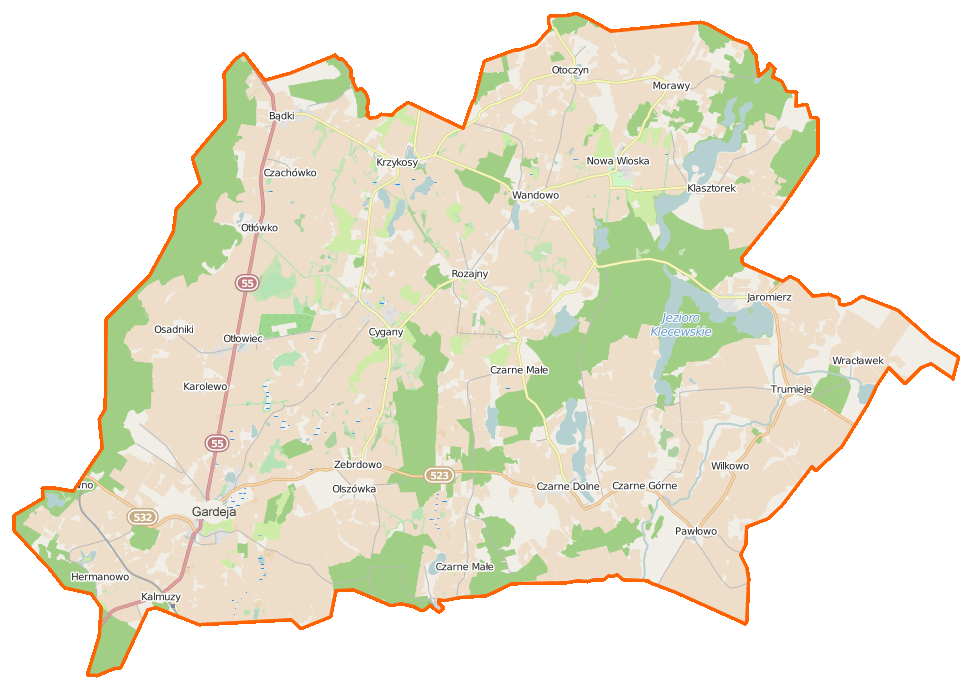
Carte de la gmina de Gardeja.